# Demonax viridis
Demonax viridis är en skalbaggsart som beskrevs av Dauber 2006. Demonax viridis ingår i släktet Demonax och familjen långhorningar. Inga underarter finns listade i Catalogue of Life.